# Vivi (revista)
ViVi (ヴィヴィ?) es una revista de modas japonesa publicada por Kōdansha. Es una de las principales revistas de moda de Asia y se publica en Japón, China, Taiwán, Hong Kong y Tailandia.

## Historia y perfil
Vivi se publicó por primera vez en mayo de 1983. El grupo de edad objetivo son adolescentes y mujeres jóvenes de entre 17 y 27 años. El principal grupo demográfico de lectores son estudiantes universitarias y jóvenes oficinistas.
La 'reina de la portada' de la revista es Ayumi Hamasaki, que ha aparecido 40 veces desde 1999, y dirige su famoso 'Diario Deji Deji' en cada edición. Otras artistas que aparecen con frecuencia en la portada son Namie Amuro y Kumi Koda.
En Taiwán, la revista es publicada en chino.
La circulación de Vivi fue de 286,039 copias en 2010 y 234,370 copias en 2011.

## Modelos de ViVi
Estas modelos son empleadas regulares de la revista.

### Actuales
- Reina Triendl
- Mayuko Kawakita
- Alissa Yagi
- Maggy
- Tina Tamashiro
- Mai Miyagi
- Yui Sakuma
- Sachi Fujii
- Eri Tachibana
- Emma
- Kazunyolo
- Maria Tani
- Emma Jasmine

### Anteriores
- Aki Hatada
- Jhelly
- Jun Hasegawa
- Mayu Gamo
- Mayumi Sada
- Megumi Sato
- Mizuho Koga
- Nanako Matsushima
- Noriko Nakagoshi
- Sachi Suzuki
- SAYA
- Sayo Aizawa
- Seri Iwahori
- Tomoko Yamaguchi
- Yuri Iwata
- Camilla
- Kana Oya
- Kiko Mizuhara
- Marie
- Chikako Watanabe
- Rola
- Yuri Iwata
- Keiko Wakita
- Lena Fujii
- Sara Mary
- Elli-Rose
- Mayuko Arisue
- Mitsuki Oishi
- Yukina Kinoshita